# Edgar Selwyn
Edgar Selwyn (Cincinnati (Ohio), 20 de octubre de 1875 – Los Ángeles (California), 13 de febrero de 1944) fue un prominente figura del cine y teatro estadounidense. Fue actor, guionista, director de teatro y de cine y productor teatral. Pasó su talento y conocimientos del teatro al cine. Selwyn confundó Goldwyn Pictures en 1916.

## Biografía
Selwyn tuvo fortuna en los teatros de Broadway como actor, guionista, director de teatro y productor entre 1899 y 1942. Con su hermano Archibald Selwyn crearon una compañía teatral que hizo obras en Broadway de 1919 a 1932 (Wedding Bells) y fueron propietarios de los Selwyn Theatres en los Estados Unidos como los Park Square Theatre de Boston; los Hanna Theatre en Cleveland; los Selwyn de Chicago; y los Selwyn, Apollo, y Times Square Theatre de Nueva York City.
Selwyn también trabajó en Hollywood, produciendo y dirigiendo ocho películas entre 1929 y 1942. Entre ellas destaca dirigiendo El pecado de Madelon Claudet (The Sin of Madelon Claudet) por el que Helen Hayes recibió el Premio Óscar a la mejor actriz. Además, Selwyn escribió dos guiones y muchas películas fueron adaptadas de sus guiones originles.
En abril de 1912, Selwyn y su mujer, la dramaturga Margaret Mayo, compraron los viajes a Nueva York en el RMS Titanic pero no hizo el viaje ya que tenía un compromiso previo para escuchar la lectura de una nueva obra en París. Tenían planes de acompañar al productor de Broadway Henry B. Harris y a su esposa Renee con quien habían estado de gira por Europa y Argel. El compromiso de Selwyn de escuchar la obra, mientras otros intentaban incitarlo a tomar el barco, probablemente le salvó la vida.
Su segunda mujer fue la actriz Ruth Selwyn (nombre de soltera, Wilcox; posteriormente Warburton; 1905–1954), hermana del director Fred M. Wilcox e hijastra de Nicholas Schenck.

## Filmografía parcial
- Pierre of the Plains (1914) (actor, obra)
- The Arab (1915) (actor, obra)
- Enfermeras de guerra (War Nurse) (1930) (obra)
- Entre casados (The Mirage ) (1931) (director)
- El pecado de Madelon Claudet (The Sin of Madelon Claudet) (1931) (director)
- Skyscraper Souls (1932) (director)
- Los hombres deben pelear (Men Must Fight) (1933) (director)
- Vuelta atrás al reloj (Turn Back the Clock) (1933) (director y coescritor)
- El misterioso Sr. X (The Mystery of Mr. X) (1934) (director)